# Johan Jakobsson (bergsingenjör)
Johan Axel Jakobsson, född 28 juni 1878 i Lund, död 25 april 1931 i Malmö Sankt Petri församling, var en svensk bergsingenjör. Han var son till August Jakobsson.
Jakobsson blev student vid Lunds universitet 1895, filosofie kandidat 1899 och avlade avgångsexamen vid Bergshögskolan i Stockholm 1902. Han anställdes vid Donora Steel Company i Donora, Pennsylvania, 1903 och var disponent vid Västra Torups Torvaktiebolag 1904–07. Han var köpman i Lund 1908–10 och därefter i Malmö. Han var även verkställande direktör för Västra Skånes andelstorvströförening från 1910 och för Nordiska X-Ray-Reflektor AB från 1914. Han var kommissarie vid Skånemässan i Malmö 1919.
Johan Jakobsson gifte sig första gången 1903 med Anna Norrman (1878–1913), dotter till konditorn Axel Edvard Norrman och Hilda Ohlsson. De fick barnen Maja Elsa Violet Hellsten (1904–1990) och Gunnar Erik Bertil Jakobsson (1910–1988). Andra gången gifte han sig 1918 med Edit Amalia Hanson (född 1891), dotter till fastighetsägaren August Hanson och Anna Christina, ogift Hansson.